# 이온 음향파

이온 음향파는 자화되지 않은 플라스마 또는 자기장에 평행하게 자화된 자화 플라스마 내의 이온의 종방향 진동이다. 파동은 무분산형이며 아래의 속도를 지닌다.
{\displaystyle v_{s}={\sqrt {\frac {\gamma _{e}ZkT_{e}+\gamma _{i}kT_{i}}{M}}}}
이 방정식에서 k는 볼츠만 상수이며 M은 이온의 질량이고, Z는 그 전하이며, Te는 전자의 온도이며 Ti는 이온의 온도이다. 보통 γe는 전자의 열전도율이 이온 음향 파동의 시간 스케일에서 그들을 등온으로 유지하기 충분할 정도로 큰 조건에서 1로 취해지며 γi는 1차원 움직임에 대해서 3으로 취해진다. 많은 플라스마에서 전자는 이온보다 매우 뜨거우며 그 경우 분모의 두 번째 항은 무시할 수 있다.

## 같이 보기
- 소리
- 알펜파
- 자기 음향파